# Cattedrale di Tripoli
La cattedrale di Tripoli (a Maydan al Jaza'ir, nel quartiere di Tripoli maggiormente caratterizzato dall'architettura degli anni venti e trenta) fu edificata nel periodo del colonialismo italiano in Libia; rimase in seguito per decenni un'importante testimonianza di questa epoca.

## Storia
Venne costruita dal 1923 al 1928 su disegno di Saffo Panteri di forme neoromaniche con una cupola di 46 metri, affiancata da uno slanciato campanile.
Nel 1970, con l'esodo degli italo-libici, è stata trasformata nella moschea di Maidan al Jazair (moschea di Piazza Algeria).